# Lusitania
La provincia romana de Lusitania (en latín, Lusitania) es el nombre de una provincia romana en el oeste de la península ibérica. En época Republicana, desde el siglo II a. C., su territorio formaba parte de la provincia Hispania Ulterior. Su territorio ocupaba la mayor parte de la actual Portugal al sur del Duero y una zona de España, fundamentalmente Extremadura y la provincia de Salamanca. Su capital fue la ciudad de Augusta Emerita, en la actualidad Mérida.

## Historia

### Orígenes y Alto Imperio
Bajo Augusto, en 27 a. C., se creó la provincia de este nombre como provincia imperial, dirigida por un legado del emperador de rango pretorio, que se extendía en principio desde el Guadiana hasta el Cantábrico, ya que durante las guerras cántabras los territorios de galaicos, astures y cántabros fueron anexionados a ella. El primer legado fue Publio Carisio entre 26 a. C. y 22 a. C.

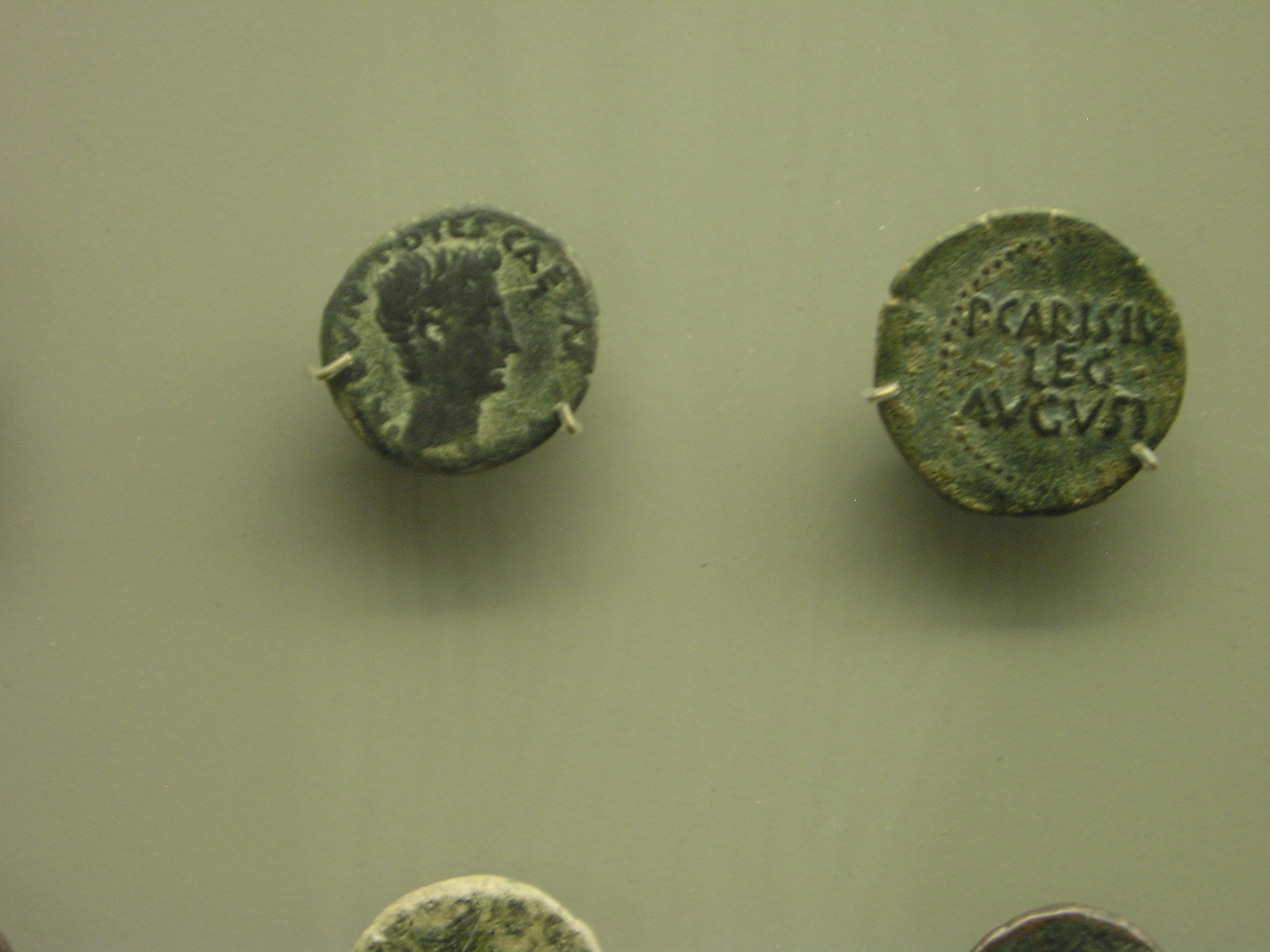
As emitido en Mérida por Publio Carisio, primer legado de la Lusitania bajo Augusto.

En  17 a. C., Augusto volvió a reorganizar las provincias hispanas, y los límites de la Lusitania se fijaron en el territorio comprendido entre el Duero y el Guadiana, con capital en Augusta Emerita (actual Mérida), incluyendo aproximadamente lo que hoy es Extremadura, Portugal (salvo la región entre el Miño y el Duero), casi toda la provincia de Salamanca, parte de la provincia de Zamora, el territorio occidental de la provincia de Ávila (incluyendo su capital) y el occidente de la provincia de Toledo (hasta zona de Talavera de la Reina, las llamadas Antiguas Tierras de Talavera ).
Su frontera con la provincia senatorial Bética seguía zonas circundantes al Anas (Guadiana) y separaba la Lusitania de la región bética denominada Beturia en las fuentes clásicas (territorio entre el Guadiana y el Guadalquivir). La Beturia estaba dividida en céltica y en Túrdula.
Los límites con la provincia imperial Tarraconensis empezaban en el curso bajo del Duero, continuaban por el curso del Tormes y las estribaciones septentrionales del Sistema Central, para alcanzar la divisoria entre las sierras de Gredos y Guadarrama y descender por las estribaciones meridionales del Sistema Central buscando la Sierra de Guadalupe y el Guadiana.
Tomó su nombre de los lusitanos (en latín: lusitani), fieros guerreros que opusieron una fuerte resistencia a la penetración romana (siglo II a. C.), hasta el punto de ser una de las regiones ibéricas que durante más tiempo luchó contra la invasión. En su territorio también se incluían otros tres pueblos, los vettones, los túrdulos veteres y los célticos de la Beturia.

### Crisis delsigloIIIy el Bajo Imperio

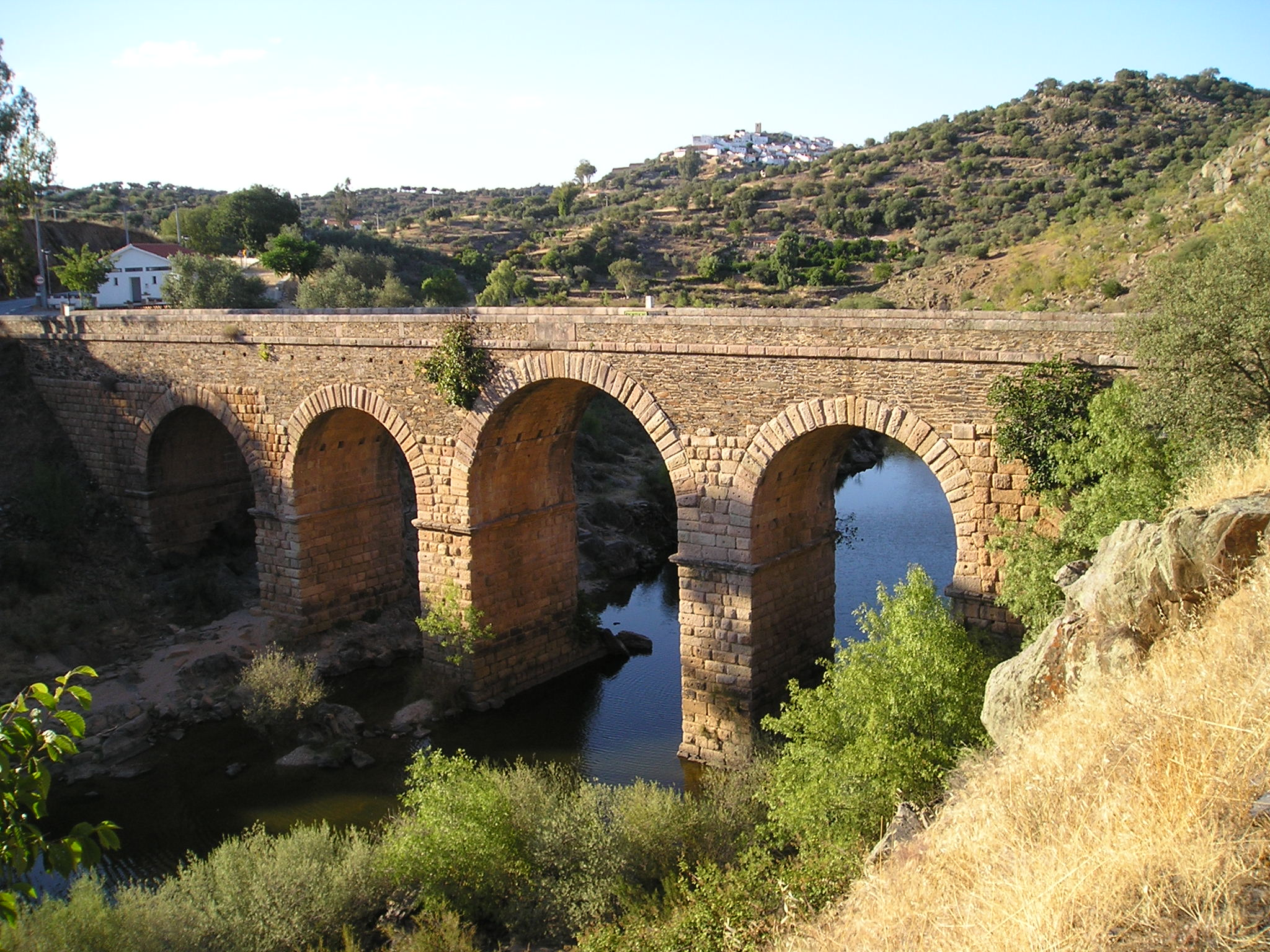
Puente romano sobre la ribera de Eljas visto desde el lado portugués, mirando al lado español, edificado en época de Trajano.

Los límites de la provincia continuaron estables a lo largo de todo el siglo III, y la provincia solo se vio afectada por la represión de Septimio Severo contra los notables de las ciudades, particularmente de Augusta Emerita, que se habían declarado partidarios de su rival Clodio Albino entre los años 193 y 197.
A finales del siglo III, cuando Diocleciano se convirtió en emperador y creó el sistema de la Tetrarquía, procedió a reorganizar las provincias del Imperio. Así, en 298 la provincia Lusitania, cuyos límites se mantuvieron iguales a lo que tenía en la etapa anterior, fue integrada en la nueva Diocesis Hispaniarum, cuya capital fue colocada en Augusta Emerita, en la que, por tanto, residían el Praeses o gobernador de la provincia, que adquirió rango consular, y el vicarius o vicario de la diócesis.
Posteriormente, hacia 320, Constantino I integró la Diocesis Hispaniarum en la Prefectura del Pretorio de las Galias, permaneciendo la provincia tranquila durante el resto del siglo IV.
Natural de la provincia, fue el general Teodosio, y su hijo el emperador Teodosio I, que, según nos informan las fuentes conservadas, era natural de Cauca (Coca, Segovia), lo que supone una cierta ampliación de los límites de la provincia a costa de la provincia Carthaginense en un momento indeterminado del siglo IV.

### Final de la provincia

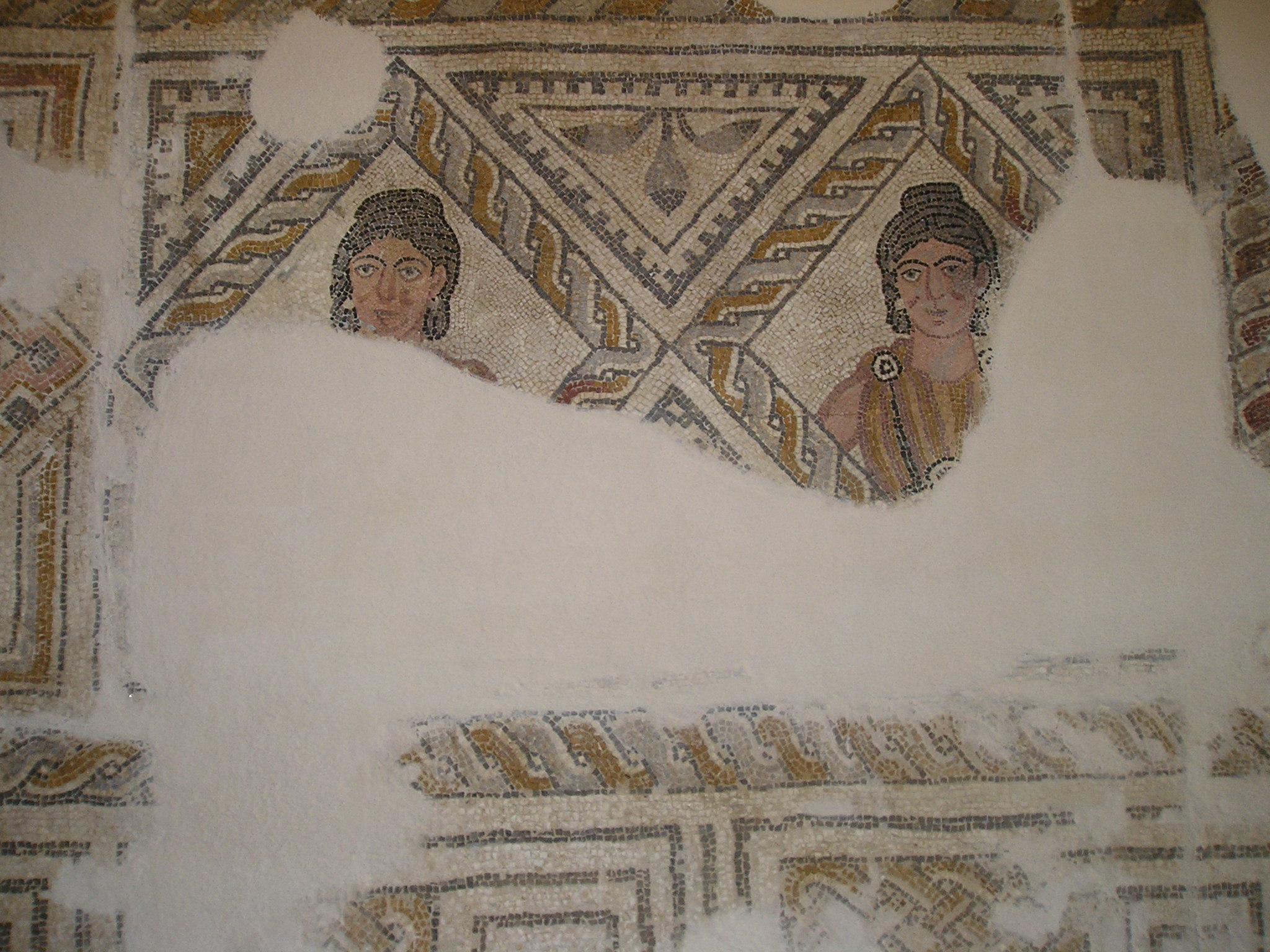
Mosaico de la Villa Romana de Olivares del Centeno en Milaneses (Cáceres, España) hecho en el, y que muestra la implantación del modelo villa en los extremos de la provincia Lusitania.

Tras la invasión de los bárbaros de 409, la Lusitania, junto con la Baetica, fue ocupada por los vándalos asdingos y los alanos, y cuando estos, presionados por los visigodos, que actuaban como foederati del Imperio, abandonaron Hispania en 429, fue ocupada por los suevos desde sus bases en la Gallaecia, hasta que los visigodos a mediados del siglo V se hicieron con el control de Hispania. Sin embargo, parte de la antigua Lusitania, permaneció en manos de los suevos hasta época de Leovigildo.
En el nuevo reino visigodo de Toledo, la Lusitania se mantuvo como una de sus provincias, recibiendo un nutrido contingente de población germana en algunas de sus ciudades, como Augusta Emerita.
Al derrumbarse el reino visigodo en 711, el territorio fue fácilmente ocupado por los invasores musulmanes, aunque Augusta Emerita resistió durante algún tiempo y obtuvo por ello unas condiciones de rendición honrosas. Tras la llegada de los musulmanes, Lusitania pasó a denominarse Cora de Mérida hasta la caída del Califato de Córdoba siendo Mérida su capital. El final del ciclo lusitano acabó con la reconquista: el Condado Portucalense, alrededores de Oporto, se extendió al sur, quedándose con la parte occidental de Lusitania; y la parte oriental de Lusitania, (Extremadura y parte de la provincia de Salamanca), pasó a manos del reino de León.

## Divisiones administrativas de la provincia

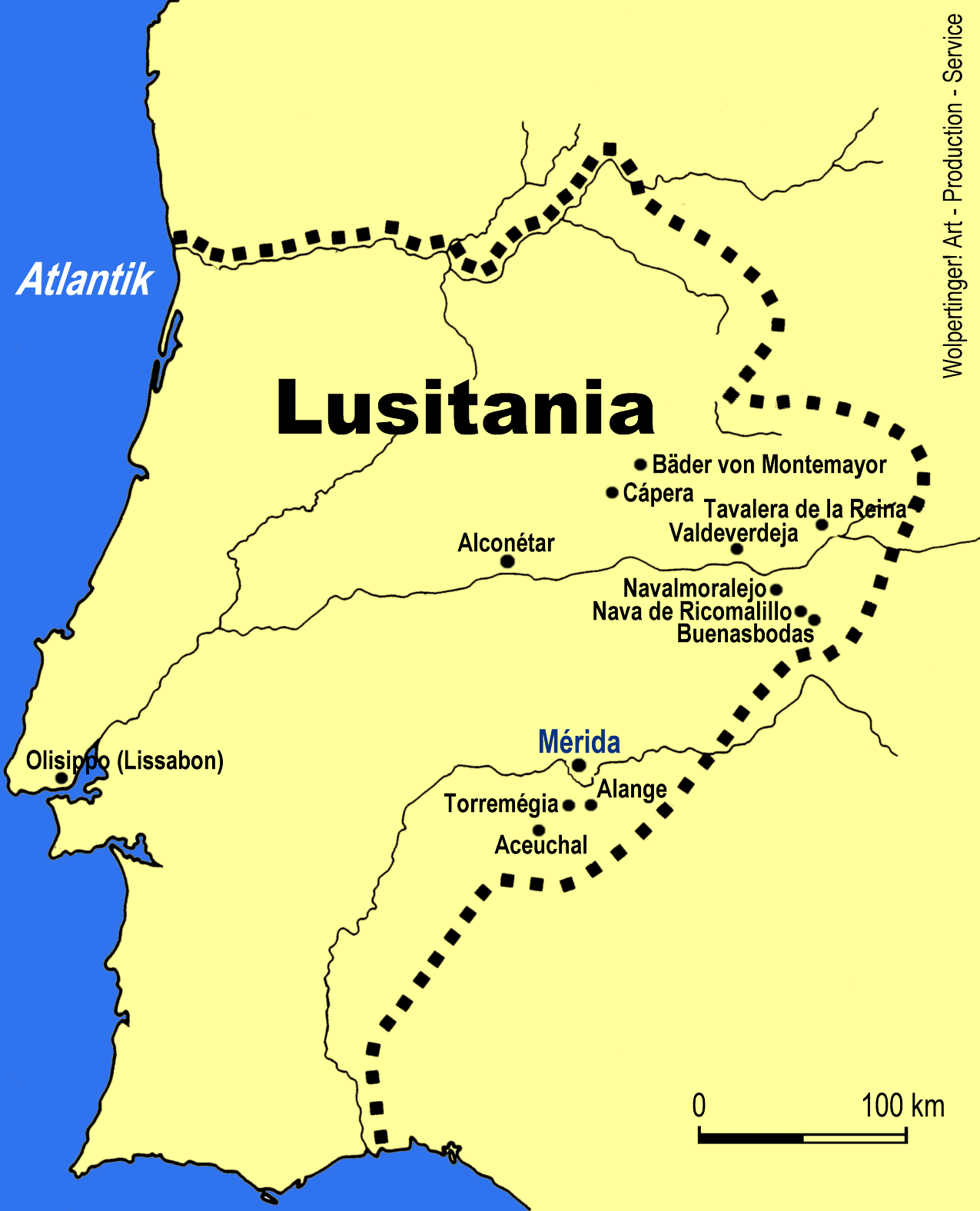
La provincia romana de Lusitania

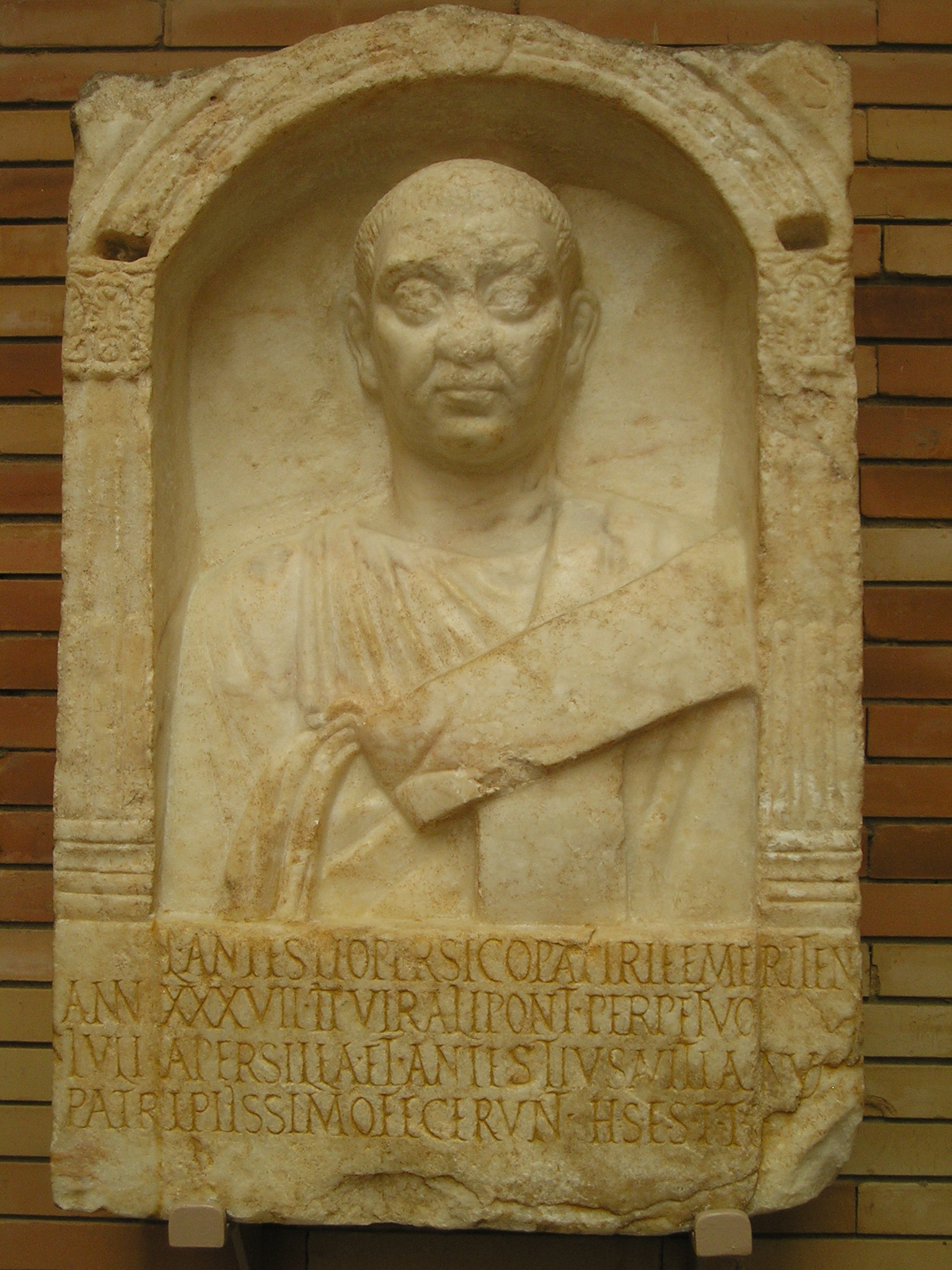
Inscripción funeraria procedente de Augusta Emerita, capital de la Lusitania, en la que aparece un retrato de Lucio Antestio Persico, duoviro de la colonia y pontífice perpetuo el.

La provincia fue dividida entre el imperio de Augusto y el de Claudio en tres conventus iuridicus para la correcta administración de justicia, que realizaban sendos legati iuridici nombrados por el emperador, aunque dependientes del gobernador provincial. Estos conventos eran:
- Conventus Emeritensis, con capital en Augusta Emerita (Mérida, España)
- Conventus Scalabitanus, con capital en Scalabis Iulia (Santarem, Portugal)
- Conventus Pacensis, con capital en Pax Iulia (Beja, Portugal)

## Poblaciones y vías de comunicación

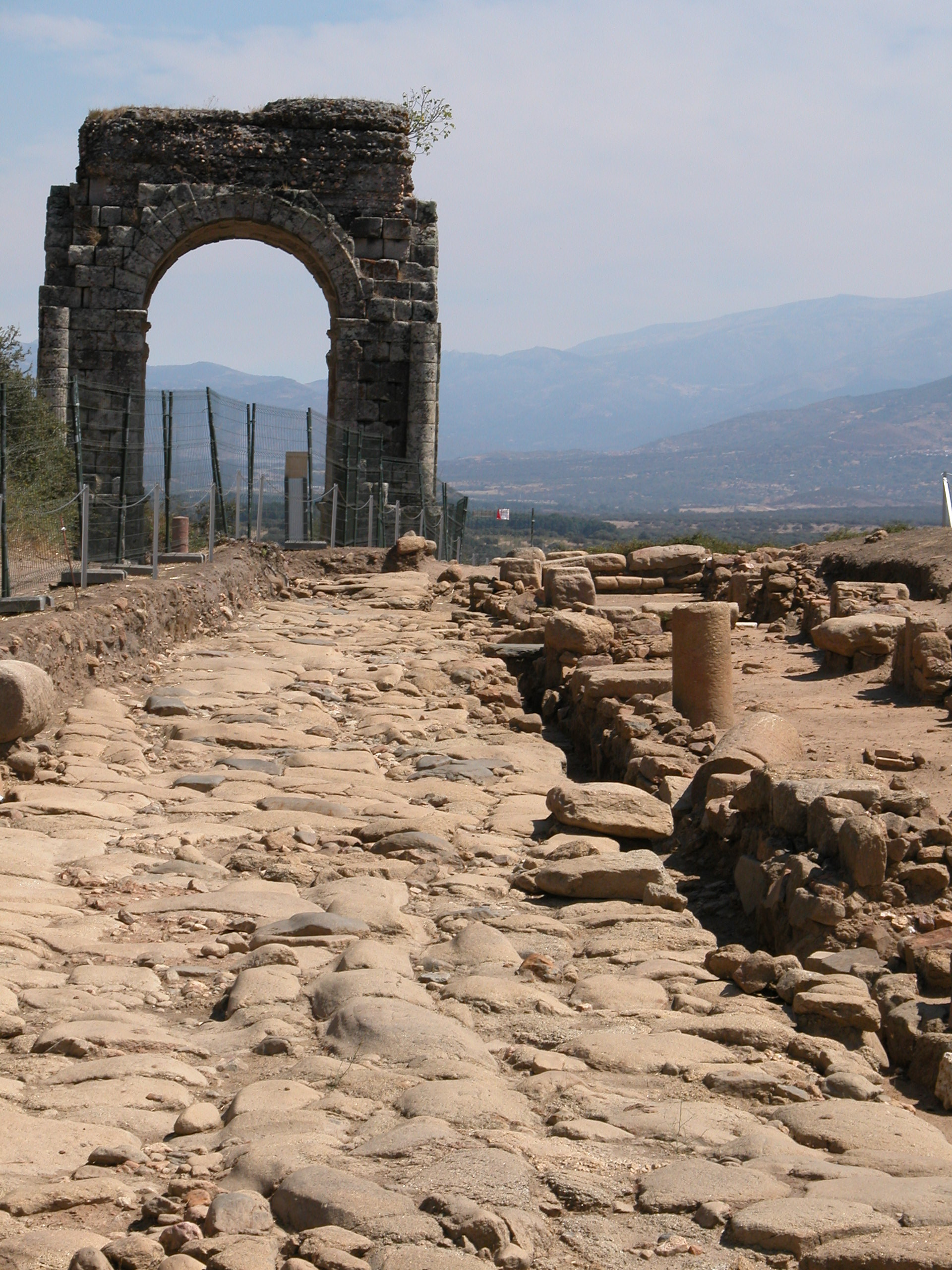
Decumanus maximus del municipio Cáparra, parte de la calzada romana Vía de la Plata, que atraviesa el Arco tetrápilo de Cápara, levantado a expensas de Marcus Fidius Macer.

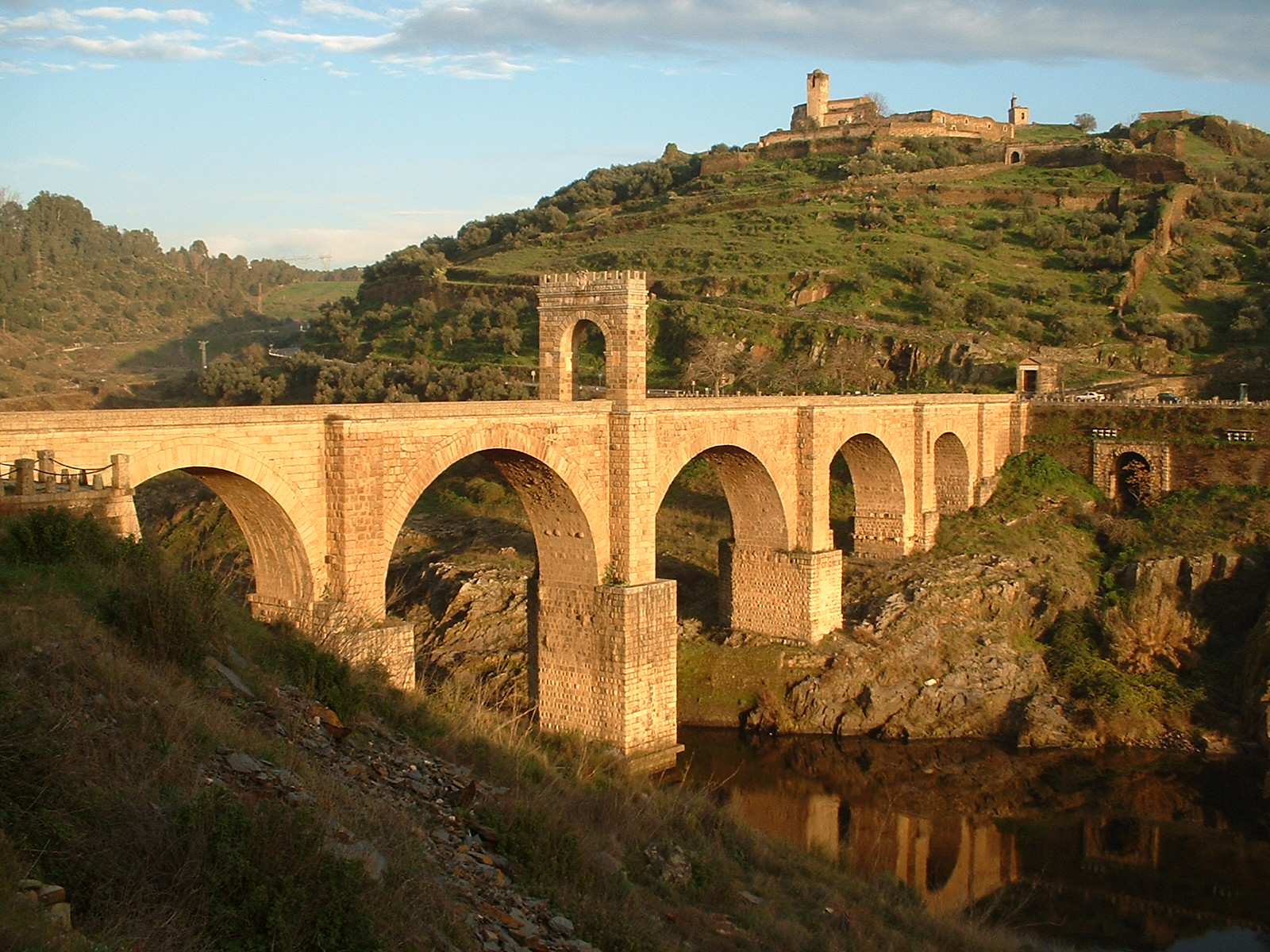
El puente de Alcántara sobre el Río Tajo, construido por el arquitecto Lacer bajo Trajano.

La provincia Lusitania estaba densamente poblada y romanizada, especialmente al sur del sistema Central, especialmente al sur del Tajo, por lo que en ella existieron numerosas comunidades, tal y como nos informan los  geográfos Estrabón, Pomponio Mela, Plinio el Viejo y Ptolomeo entre los siglos  I a. C. y II d. C., muchas de ellas promocionadas al estatuto de Colonia o Municipio entre César, Augusto y los Flavios. Destacan, entre otras:
- Municipium Caesarobriga (Talavera de la Reina, Toledo)
- Municipium Augustobriga (Talavera la Vieja, Cáceres)
- Municipium Aeminium (actual Coímbra, Portugal)
- Municipium Conímbriga
- Colonia Augusta Emerita (Mérida, España), la capital provincial.
- Colonia Norba Caesarina (Cáceres)
- Colonia Pax Iulia (actual Beja, Portugal)
- Municipium Salmantica (Salamanca)
- Municipium Caurium (Coria, Cáceres)
- Colonia Metelinum (Medellín, Badajoz)
- Municipium Turgalium (Trujillo, Cáceres)
- Municipium Capara (Cáparra, Cáceres)
- Municipium Olissipo (Lisboa, Portugal)
- Colonia Scalabis Iulia (Santarém, Portugal)
- Municipium Ammaiensis (São Salvador da Aramenha, Marvão, Portugal)
- Municipium Egitandiorum (Idanha-a-Velha, Portugal)
- Municipium Regina Turdulorum (Casas de Reina, Badajoz)
- Municipium Lacobriga (Lagos, Portugal)
- Municipium Talábriga (Cabeço do Vouga-Águeda, Portugal)
- Municipium Emínio (Coimbra-Portugal)
- Municipium Colipo (Región de Leiria-Portugal)
- Municipium Eburobrício (Amoreira de Óbidos-Portugal)

La provincia estaba vertebrada de norte a sur en su parte más oriental por la Vía de la Plata, importante conjunto de calzadas que permitían viajar desde la capital provincial, Augusta Emerita, hasta la capital del Noroeste de la provincia Tarraconensis, Asturica Augusta; sobre esta calzada se levantaban muchas de las más importantes poblaciones de la provincia.
Otra calzada, construida en época de Trajano, comunicaba la vía de la Plata con Olissippo a través del famoso Puente de Alcántara sobre el río Tajo y del Puente de Segura sobre  el río Erjas, en dirección hacia la Civitas Egitandiorum.